# Wojciech Święcicki (agronom)
Wojciech Krzysztof Święcicki (ur. 16 marca 1950 w Poznaniu) – polski agronom, profesor nauk rolniczych. Specjalizuje się w zagadnieniach z zakresu genetyki i hodowli roślin. Członek korespondent Wydziału Nauk Biologicznych i Rolniczych Polskiej Akademii Nauk od 2007, członek rzeczywisty tej instytucji od 2019. Wykładowca i profesor zwyczajny w Instytucie Genetyki Roślin PAN.
Absolwent Uniwersytetu Przyrodniczego w Poznaniu (ówcześnie pod nazwą Akademia Rolnicza w Poznaniu, rocznik 1972). Doktoryzował się w 1977 roku na Uniwersytecie Technologiczno-Przyrodniczym im. Jana i Jędrzeja Śniadeckich w Bydgoszczy (Akademia Rolniczo-Techniczna). Habilitację uzyskał w 1984 w Instytucie Hodowli i Aklimatyzacji Roślin. Tytuł profesora nauk rolniczych nadano mu w 1991 lub 1992 roku.
Pracował w spółce Poznańska Hodowla Roślin w Tulcach, od 1991 w Instytucie Genetyki Roślin. Był tam między innymi zastępcą dyrektora i dyrektorem, a obecnie kieruje Zespołem Genomiki Porównawczej Roślin Strączkowych w Zakładzie Genomiki IGR PAN.
Jest członkiem licznych towarzystw naukowych i komitetów redakcyjnych uznanych czasopism naukowych. Prowadzi badania nad roślinami strączkowymi (w tym grochem i łubinem).
Współautor książki zatytułowanej Kto jest kim w polskiej hodowli roślin: praca zbiorowa.

## Nagrody i wyróżnienia
Uhonorowany m.in.:
- Godnością Zasłużonego Pracownika Rolnictwa
- Srebrnym Krzyżem Zasługi
- Krzyżem Kawalerskim Orderu Odrodzenia Polski
- Tytułem Zasłużony dla Rolnictwa
- Medalem „Academia Rerum Rusticarum Posnaniensis”